# Akantofipijum
Akantofipijum (lat. Acanthophippium, Acanthephippium) je rod trajnica iz porodice kaćunovki (Orchidaceae). 

## Vrste
Sastoji se od 13 priznatih vrsta.
1. Acanthophippium bicolor Lindl.
2. Acanthophippium chrysoglossum Schltr.
3. Acanthophippium curtisii Rchb.f.
4. Acanthophippium eburneum Kraenzl.
5. Acanthophippium gougahensis (Guillaumin) Seidenf.
6. Acanthophippium javanicum Blume
7. Acanthophippium lilacinum J.J.Wood & C.L.Chan
8. Acanthophippium mantinianum L.Linden & Cogn.
9. Acanthophippium parviflorum Hassk.
10. Acanthophippium pictum Fukuy.
11. Acanthophippium splendidum J.J.Sm.
12. Acanthophippium striatum Lindl.
13. Acanthophippium sylhetense Lindl.